# 59
 'AD 59'  (LIX )  a fost un an obișnuit după calendarul iulian. E cunoscut ca anul 812 după Ad Urbe Condita și ca anul consulatului  lui Gaius Vipstanus Apronianus  și  Gaius Fonteius Capito. 

## Evenimente

### După loc

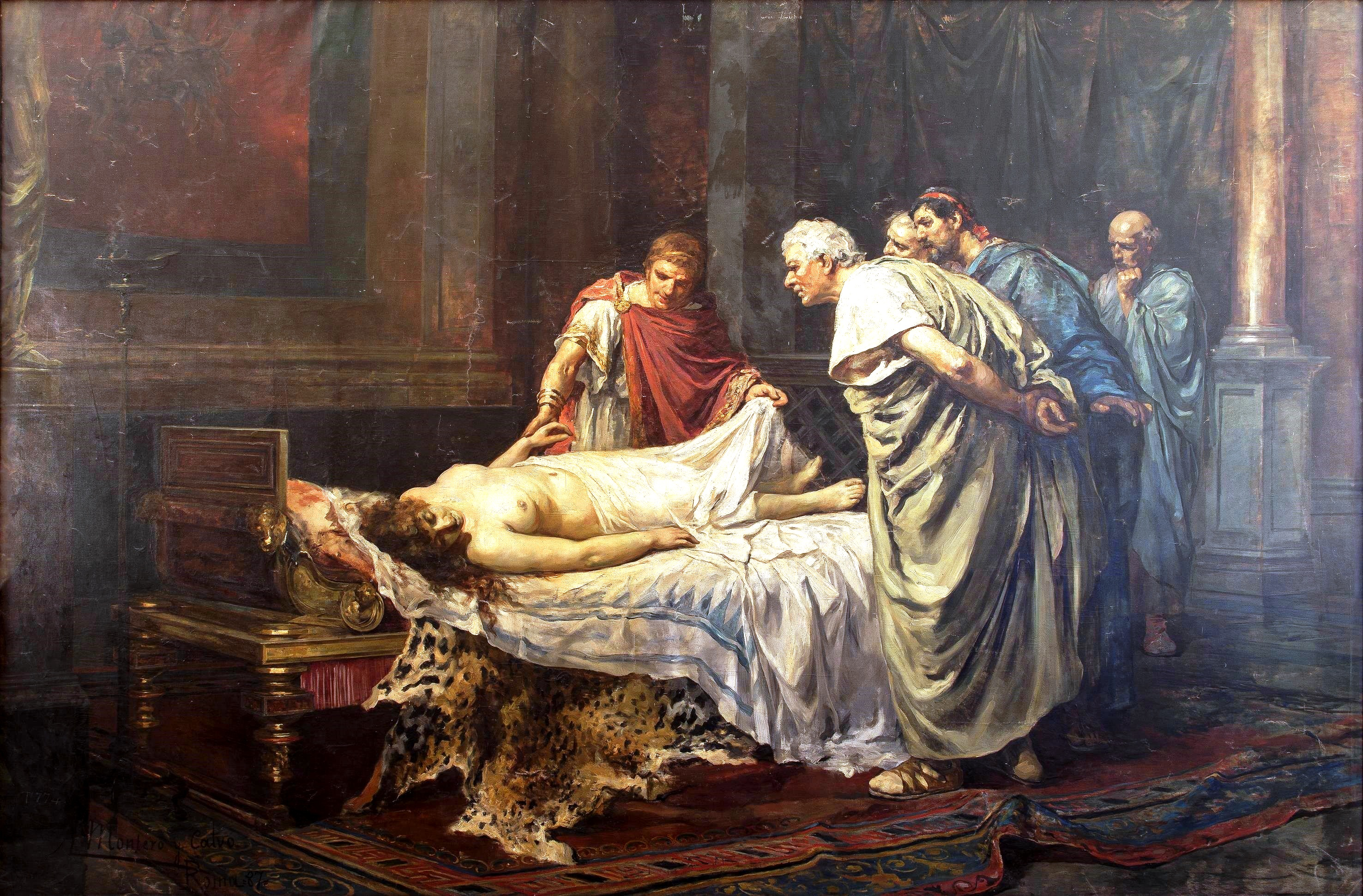
Uciderea Agrippinei

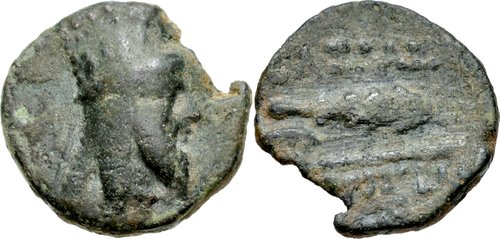
Tigranes VI, noul rege al Armeniei

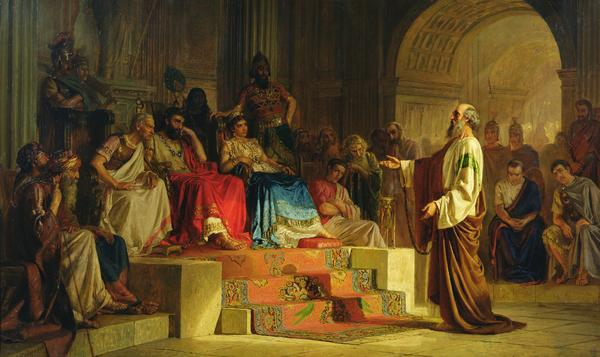
Judecarea lui Pavel de catre regele Irod Agrippa al II-lea

#### Imperiul Roman
- 23 martie :  Împăratul Nero ordonă uciderea mamei sale Agrippina cea Tânără. El încearcă să o omoare prin  scufundarea corabiei pe care se afla, dar când ea supraviețuiește, el o execută și o încadrează ca  sinucidere .
- Gnaeus Domitius Corbulo   capturează  Tigranocerta în Mesopotamia. El  il instalează  Tigranes VI al Armeniei  , un print din Capadocia  , ca conducător al Armeniei În următorii patru ani, o  cohortă  din Legio VI Ferrata și Legio X Fretensis este staționată în capitală ca gardă de corp a regelui, susținută de  auxiliari
- Publius Clodius Thrasea Paetus se retrage din Senatul Roman. El își arată deschis dezgustul față de comportamentul lui Nero în ceea ce privește uciderea Agripinei.
- Revoltele izbucnesc între oamenii din Pompeii și oamenii din  Nuceria în timpul unei lupte de gladiatori din Pompei. Mii sunt uciși.

### După subiect

#### Arte și științe
- În  Satyricon , Petronius își bate joc de imoralitatea romană.
- O   eclipsă  la 30 aprilie  este vizibila peste Africa de Nord unde este înregistrată de Pliniu cel Bătrân în "Istoria   naturală".

#### Religie
- Apostolul Pavel își pledează cazul și mărturisește  creștinismul  său în fața regelui  Agrippa II  al  Irodienilor , care ii răspunde "" 'Aproape că mă convingi să fiu creștin' '. "[1]

## Decese
- 23 martie : Agrippina cea Tânără, mama lui Nero
- Domitia Lepida cel Bătrân, nepoata lui Marc Antoniu
- Gnaeus Domitius Afer, politician roman și orator
- Servilius Nonianus, consul și istoric roman